# القشفة (المفتاح)

تعديل مصدري - تعديل

القشفة هي إحدى قرى عزلة الجبر الشرقي بمديرية المفتاح التابعة لمحافظة حجة، بلغ تعداد سكانها 541 نسمة حسب تعداد اليمن لعام 2004.